# Megaphragma caribea
Megaphragma caribea — вид паразитичних перетинчастокрилих комах родини трихограматид (Trichogrammatidae). Одна з найменших комах у світі (друге місце після Dicopomorpha echmepterygis).

## Поширення
Вид відомий на острові Гваделупа (Малі Антильські острови) та в Колумбії.

## Опис
Тіло оси завдовжки до 0,18 мм.

## Спосіб життя
Паразитоїд трипсів. Відкладає яйця у яйця трипсів, де проходить розвиток личинок та заляльковування.